# Liste der Flughäfen und Flugplätze im Irak
Dies ist eine Liste der Flugplätze im Irak geordnet nach Orten.
| Ort                  | ICAO | IATA | Name des Flugplatzes                                        |
| -------------------- | ---- | ---- | ----------------------------------------------------------- |
| Zivile Flugplätze    |      |      |                                                             |
| al-Iskandariya       | ORAI |      | Flughafen al-Iskandariya                                    |
| Nadschaf             | ORNI | NJF  | Flughafen Nadschaf                                          |
| an-Nuʿmaniya         | ORAN |      | Flughafen an-Nuʿmaniya                                      |
| Bagdad               | ORBI | BGW  | Flughafen Bagdad                                            |
| Bamarni              | ORBB | BMN  | Flughafen Bamarni                                           |
| Basra                | ORMM | BSR  | Flughafen Basra                                             |
| Erbil                | ORER | EBL  | Flughafen Erbil                                             |
| Kerbela              |      |      | Internationaler Flughafen Kerbela (im Bau)                  |
| Karbala              |      |      | Flughafen Kerbela Nordost (Flughafen Imam Hussein) (im Bau) |
| Kirkuk               | ORKK | KIK  | Flughafen Kirkuk                                            |
| Mossul               | ORBM | OSM  | Flughafen Mossul                                            |
| Nasiriya             | ORTL | XNH  | Flughafen Nasiriya                                          |
| Sulaimaniyya         | ORSU | ISU  | Flughafen Sulaimaniyya                                      |
| Tikrit               | ORTK |      | Flughafen Tikrit Ost                                        |
| Tikrit               | ORTS |      | Flughafen Tikrit Süd                                        |
| Militärflugplätze    |      |      |                                                             |
| Al Anbar Governorate |      |      | Mudaysis Air Base                                           |
| Al-Kut               | ORUB |      | Ubaydah Bin Al Jarrah Air Base                              |
| Al-Suwaira           |      |      | As Suwayrah Air Base                                        |
| Amarah               |      |      | Amarah Air Base (Contingency Operating Site Garry Owen)     |
| Baghdad              |      |      | Al Rasheed Air Base                                         |
| Baghdad              |      |      | Muthenna Air Base                                           |
| Balad                | ORBD |      | Joint Base Balad                                            |
| Harir                | ORBR |      | Al-Harir Air Base                                           |
| Hīt                  | ORAA | IQA  | Al Asad Airbase                                             |
| Habbaniyah           | ORAT |      | Al Taqaddum Air Base                                        |
| Jalibah              | ORJA |      | Jalibah Southeast Air Base                                  |
| Kirkuk Governorate   |      |      | Kaywan (K-1) Air Base                                       |
| Kirkuk Governorate   |      |      | Tikrit South Air Base                                       |
| Qayyarah             | ORQW | RQW  | Qayyarah Airfield West                                      |
| Shaibah              |      |      | Shaibah Air Base                                            |
| Taji                 | ORTI |      | Camp Taji (Camp Cooke)                                      |
| Tal Afar             | ORTF |      | Flugplatz Tal Afar                                          |
| Tikrit               | ORSH |      | Camp Speicher                                               |